# 侯鸿亮
侯鸿亮（1973年—），山东人，中国大陆导演、摄影师、制片人、发行人，东阳正午阳光影视有限公司董事长。其担任制片人的作品有《闯关东》、《战长沙》、《北平无战事》、《伪装者》、《琅琊榜》、《欢乐颂》、《知否知否应是绿肥红瘦》等。